# Norman Smith
Norman Smith (Edmonton, Londres, 22 de febrer de 1923 - 3 de març de 2008) fou un músic i productor musical anglès. Fou un dels enginyers dels estudis EMI als afamats Abbey Road Studios de Londres. Va treballar al costat de George Martin en tots els discos de The Beatles fins a l'àlbum Rubber Soul de 1965.
També va produir els tres primers discos de Pink Floyd: The Piper at the Gates of Dawn, A Saucerful of Secrets, i Ummagumma. També en els àlbums conceptuals del rock com S.F. Sorrow dels Pretty Things. També és conegut sota el pseudònim de « Hurricane Smith ».